# 버스 광고

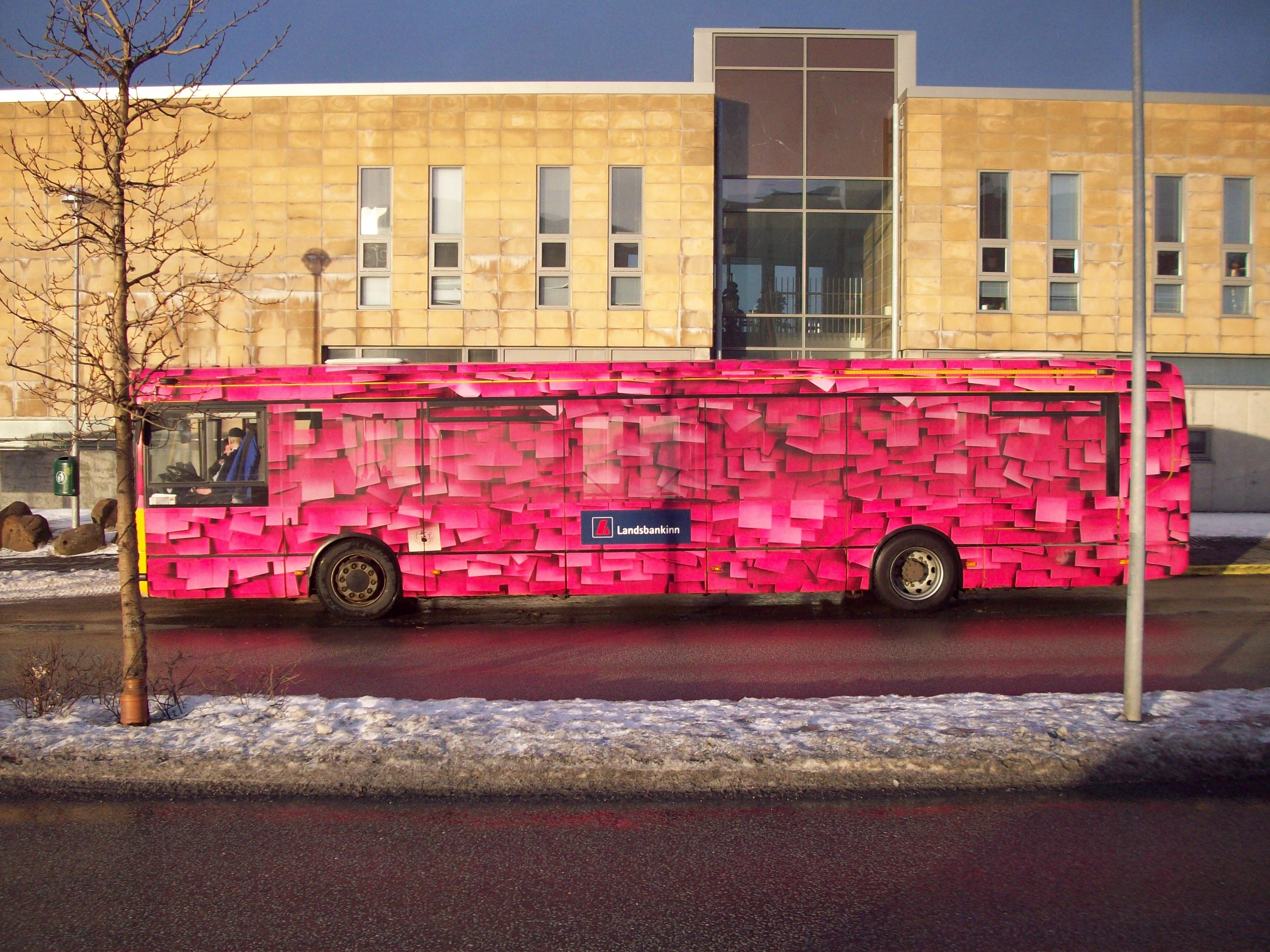
전면 광고가 있는 버스.

버스 광고(bus 廣告)에서 버스 및 관련 인프라는 광고주가 대중에게 메시지를 전달하기 위해 일반적으로 사용하는 매체이다. 일반적으로 이는 상업 브랜드를 홍보하는 형태를 취하지만 공개 캠페인 메시지에도 사용될 수 있다. 버스는 정치적 또는 판촉 캠페인의 일부로 사용될 수도 있고, 상업 기업의 도구로 사용될 수도 있다.

## 역사
버스 광고는 20세기 초 노면전차에 사용된 유사한 방법에서 유래되었다.

## 인프라
버스 정류장에는 광고가 게재된다. 이는 정적인 포스터, 후면 조명 디스플레이 또는 하나의 대피소에 많은 메시지를 허용하는 롤링 디스플레이일 수 있다. 기술은 대화형 광고를 만드는 데에도 사용되었다.
정류장 벤치 뒤편과 같은 관련 거리 시설물에도 광고를 설치할 수 있다. 약 2.5 x 6.5피트 크기의 버스 벤치 광고는 다른 형태의 옥외 대중 광고보다 단위당 가격이 더 저렴한 경향이 있다.

## 버스표
종이 형태의 버스표는 광고공간으로 활용되는 경우가 많다. 표 자동판매기의 표 뒷면에는 특정 회사의 광고가 미리 인쇄되어 있다.